# Argentijns Open
Het Argentijns Open is een golftoernooi van de Argentijnse PGA Tour en de Tour de las Americas.
De eerste editie van het Argentijns Open werd in 1905 gespeeld, en is een van de oudste nationale open kampioenschappen. Het staat ook bekend als het Abierto de la República en het Abierto de Argentina.
Eenmalig in 2001 telde het evenement ook mee voor de Europese PGA Tour. Sinds 2006 telt het toernooi mee voor de Europese Challenge Tour. 
Het 100ste Open vond plaats in december 2005.

## Winnaars
| Jaar                                                  | Winnaar                     | Score         | Tweede plaats                                | Baan                  | Beste amateur                     |
| ----------------------------------------------------- | --------------------------- | ------------- | -------------------------------------------- | --------------------- | --------------------------------- |
| 1905                                                  | Mungo Park                  | 167           | Juan Dentone, H. Bucknall (amateur)          | Buenos Aires GC       | H. Bucknall                       |
| 1906                                                  | John Avery Wright (amateur) | 158           | Mungo Park, Frank Sutton (amateur)           | Buenos Aires GC       | J. Avery Wright                   |
| 1907                                                  | Mungo Park                  | 305           | Jack Park                                    | Buenos Aires GC       | J.A. Brown                        |
| 1908                                                  | Frank Sutton (amateur)      | 307           | Mungo Park                                   | Buenos Aires GC       | Frank Sutton                      |
| 1909                                                  | Raúl Castillo               | 317           | P. Aste (amateur), E. Donet (amateur)        | San Andrés GC         | P. Aste, E. Donet                 |
| 1910                                                  | Alex Philip                 | 306           | Juan Eustace                                 | GC Argentino          | P. Aste                           |
| 1911                                                  | Rodolfo Castillo            | 301           | Juan Eustace                                 | San Andrés GC         | H. Bucknall                       |
| 1912                                                  | Mungo Park                  | 308           | Lagrima Gonzalez, Juan Eustace               | San Andrés GC         | A. Kidd                           |
| 1913                                                  | Alex Philip                 | 328           | Mungo Park                                   | San Andrés GC         | H. Hickey                         |
| 1914                                                  | Raúl Castillo               | 318           | Lagrima Gonzalez                             | San Andrés GC         | C. Watts                          |
| 1915                                                  | Lágrima González            | 305           | Alex Philip                                  | GC Argentino          | John May                          |
| 1916                                                  | Lágrima González            | 305           | Raul Castillo                                | GC Argentino          | Federico Elertondo                |
| 1917                                                  | Lágrima González            | 305           | Raul Castillo, Juan Eustace                  | Lomas Atletic Club    | Federico Elertondo                |
| 1918                                                  | Juan Eustace                | 328           | Raul Castillo                                | San Andrés GC         | John May                          |
| 1919                                                  | Raúl Castillo               | 307           | José Jurado                                  | GC Argentino          | John May                          |
| 1920                                                  | José Jurado                 | 307           | Andres Perez                                 | San Andrés GC         | H. Salmonson                      |
| 1921                                                  | Andrés A Pérez              | 303           | José Jurado                                  | GC Argentino          | geen toernooi                     |
| 1922                                                  | Andrés A Pérez              | 300           | José Jurado                                  | San Andrés GC         | geen toernooi                     |
| 1923                                                  | Andrés A Pérez              | 302           | José Jurado                                  | San Andrés GC         | John Cruickshank                  |
| 1924                                                  | José Jurado                 | 291           | Ramon Rivarola                               | San Andrés GC         | John Cruickshank                  |
| 1925                                                  | José Jurado                 | 320           | Lagrima Gonzalez                             | Lomas Atletic Club    | Federico Elertondo                |
| 1926                                                  | Marcos Churio               | 294           | Lagrima Gonzalez                             | GC Argentino          | John Cruickshank                  |
| 1927                                                  | José Jurado                 | 298           | Andres Perez, Juan Eustace                   | Lomas Atletic Club    | John Cruickshank                  |
| 1928                                                  | José Jurado                 | 293           | Marcos Churio                                | San Andrés GC         | T. Sanderson                      |
| 1929                                                  | José Jurado                 | 292           | Marcos Churio                                | Ituzaingó GC          | Wesley Smith                      |
| 1930                                                  | Tomás Genta                 | 288           | John Cruickshank, José Jurado                | San Andrés GC         | M. Demaria Sala                   |
| 1931                                                  | José Jurado                 | 289           | John Cruickshank                             | Jockey Club           | Alberto Anchorena                 |
| 1932                                                  | Andrés A Pérez              | 297           | Marcos Churio, Hector Frecero                | Ranelagh GC           | Alfonso Moffatt                   |
| 1933                                                  | Martín Pose                 | 292           | Tomas Genta                                  | Ituzaingó GC          | Hector Villamil                   |
| 1934                                                  | Marcos Churio               | 285           | Enrique Bertolino                            | GC Argentino          | Heriberto Buchanan                |
| 1935                                                  | John Cruickshank            | 295           | Marcos Churio                                | GC Argentino          | Emilio Anchorena                  |
| 1936                                                  | John Cruickshank            | 290           | Juan Martinez                                | Olivos GC             | Heriberto Buchanan                |
| 1937                                                  | Henry Picard                | 288           | Marcos Churio, Emilio Dunezat                | San Andrés GC         | Harry Smith                       |
| 1938                                                  | Paul Runyan                 | 282           | Andres Perez, Martin Pose                    | Ituzaingó GC          | Hector Villamil                   |
| 1939                                                  | Martín Pose*                | 292           | Emilio Serra                                 | Ranelagh GC           | Heriberto Buchanan                |
| 1940                                                  | Mario González (amateur)    | 285           | Emilio Serra, Leonardo Nicolosi              | GC Argentino          | Mario Gonzalez                    |
| 1941                                                  | Jimmy Demaret               | 279           | Eduardo Blasi, Enrique Bertolino             | San Isidro GC         | Tulio Martinez                    |
| 1942                                                  | Manuel Martín               | 298           | Pedro Ledesma (amateur)                      | Olivos GC             | Pedro Ledesma                     |
| 1943                                                  | Marcos Churio               | 288           | Emilio Serra, Leonardo Nicolosi              | San Andrés GC         | Luis Herrera                      |
| 1944                                                  | Roberto De Vicenzo          | 288           | Arturo Soto                                  | Ituzaingo GC          | Mario Gonzalez                    |
| 1945                                                  | geen toernooi               | geen toernooi | geen toernooi                                | geen toernooi         | geen toernooi                     |
| 1946                                                  | Lloyd Mangrum*              | 271           | Vic Ghezzi                                   | Jockey Club           | Mario Gonzalez                    |
| 1947                                                  | Enrique Bertolino           | 279           | Roberto De Vicenzo                           | GC Argentino          | Carlos Brachts                    |
| 1948                                                  | Antonio Cerdá               | 286           | Juan Anzaldo                                 | Hindú Club            | Alberto Texier                    |
| 1949                                                  | Roberto De Vicenzo          | 270           | Juan Anzaldo                                 | Olivos GC             | Alberto Texier                    |
| 1950                                                  | Martín Pose*                | 283           | Enrique Bertolino                            | Hurlingham GC         | Juan Segura                       |
| 1951                                                  | Roberto De Vicenzo          | 278           | Antonio Cerdá                                | San Isidro GC         | Juan Segura                       |
| 1952                                                  | Roberto De Vicenzo          | 287           | Juan Anzaldo                                 | San Andrés GC         | Juan Segura                       |
| 1953                                                  | Mario Gonzalez              | 280           | Roberto De Vicenzo                           | Campos Argentinos     | Juan Segura                       |
| 1954                                                  | Fidel de Luca*              | 281           | Arturo Soto                                  | Campos Argentinos     | Carlos Brachts                    |
| 1955                                                  | Enrique Bertolino           | 273           | Roberto DeVicenzo                            | Campos Argentinos     | Jorge Ledesma                     |
| 1956                                                  | Antonio Cerdá               | 281           | Fidel de Luca                                | Córdoba GC            | Angel Monguzzi                    |
| 1957                                                  | Leopoldo Ruiz               | 284           | Juan Anzaldo, Juan Martinez                  | Ranelagh GC           | Jorge Ledesma                     |
| 1958                                                  | Roberto De Vicenzo          | 278           | Orlando Tudino                               | Rosario GC            | Juan Sugasti                      |
| 1959                                                  | Leopoldo Ruiz               | 289           | Eduardo Blasi                                | Hindú Club            | O. Cella, R. Benito, Garcia Merou |
| 1960                                                  | Fidel de Luca               | 274           | Leopoldo Ruiz                                | Mar del Plata GC      | Jorge Ledesma                     |
| 1961                                                  | Fidel de Luca               | 287           | Esteban Sorolla                              | Lomas Atletic Club    | Jorge Ledesma                     |
| 1962                                                  | Ángel Miguel                | 285           | Florentino Molina                            | Ituzaingó GC          | Jorge Ledesma                     |
| 1963                                                  | Jorge Ledesma (amateur)     | 282           | Roberto De Vicenzo                           | GC General San Martín | Jorge Ledesma                     |
| 1964                                                  | Elcido Nari                 | 283           | Juan Martinez                                | San Isidro GC         | Jorge Ledesma                     |
| 1965                                                  | Roberto De Vicenzo          | 277           | Orlando Tudino                               | Hurlingham GC         | Oscar Cella                       |
| 1966                                                  | Juan Carlos Castillo        | 277           | Sebastian Nicolosi                           | Jockey Club           | Roberto Monguzzi                  |
| 1967                                                  | Roberto De Vicenzo          | 282           | Alberto Rivadeneira                          | San Andres GC         | Jorge Ledesma                     |
| 1968                                                  | Vicente Fernández           | 279           | Fidel de Luca                                | GC Argentino          | Guillermo Ehrman                  |
| 1969                                                  | Vicente Fernández           | 271           | Fidel de Luca, Orlando Tudino                | Ranelagh GC           | Diego Correa                      |
| 1970                                                  | Roberto De Vicenzo          | 285           | Fidel de Luca                                | Río Cuarto GC         | Horacio Carbonetti                |
| 1971                                                  | Florentino Molina           | 275           | Vicente Fernández                            | Hindú Club            | Alberto Barreira                  |
| 1972                                                  | Fidel de Luca               | 283           | ??? Juan Quinteros, Jorge Soto               | Córdoba GC            | Roberto Monguzzi                  |
| 1973                                                  | Florentino Molina           | 272           | Fidel de Luca, Leopoldo Ruiz                 | Hurlingham GC         | Roberto Monguzzi                  |
| 1974                                                  | Roberto De Vicenzo          | 273           | Vicente Fernández                            | Mar del Plata GC      | Edmundo Grasty                    |
| 1975                                                  | Florentino Molina           | 281           | Roberto De Vicenzo                           | Lomas Atletic Club    | Luis Carbonetti                   |
| 1976                                                  | Florentino Molina           | 274           | Vicente Fernández                            | Jockey Club           | Jorge Ledesma                     |
| 1977                                                  | Florentino Molina           | 278           | Vicente Fernández                            | Olivos GC             | Alberto Barreira                  |
| 1978                                                  | Adan Sowa                   | 283           | Sam Torrance                                 | Jockey Club           | Oscar Vetere                      |
| 1979                                                  | Tom Weiskopf                | 289           | Alberto Rivadeneira                          | Olivos GC             | Jorge Eiras                       |
| 1980                                                  | Gary Hallberg               | 280           | Vicente Fernández                            | Jockey Club           | Alvaro Canessa                    |
| 1981                                                  | Vicente Fernández           | 274           | Jack Ferenz                                  | Jockey Club           | Jose Brañas                       |
| 1982                                                  | Jorge Soto                  | 283           | Vicente Fernández                            | Olivos GC             | Martin Travella                   |
| 1983                                                  | Adan Sowa                   | 283           | Antonio Ortiz                                | San Andrés GC         | Luis Carbonetti                   |
| 1984                                                  | Vicente Fernández           | 279           | Antonio Ortiz                                | Olivos GC             | Juan Velazco                      |
| 1985                                                  | Vicente Fernández           | 283           | Adan Sowa, Antonio Ortiz Rafael Alarcon      | Ranelagh GC           | Federico McNeil                   |
| 1986                                                  | Vicente Fernández           | 278           | Miguel Fernández                             | San Isidro GC         | Fernando Chiesa                   |
| 1987                                                  | Miguel Fernández            | 277           | Eduardo Romero, Miguel Martín                | Córdoba GC            | Fernando Chiesa                   |
| 1988                                                  | Miguel Fernández            | 264           | Vicente Fernández                            | Hurlingham GC         | Carlos Larrain                    |
| 1989                                                  | Eduardo Romero              | 275           | Luis Carbonetti                              | GC Argentino          | Roy Mackenzie                     |
| 1990                                                  | Vicente Fernández           | 268           | Eduardo Romero                               | Mar del Plata GC      | Martin Travella                   |
| 1991                                                  | Jay Don Blake               | 273           | Craig Stadler                                | GC Argentino          | Marco Ruiz                        |
| 1992                                                  | Craig Stadler*              | 276           | Eduardo Romero                               | Olivos GC             | Francisco Aleman                  |
| 1993                                                  | Mark Calcavecchia           | 270           | Miguel Guzman                                | Jockey Club           | Gustavo Piovano                   |
| 1994                                                  | Mark O'Meara                | 278           | John Cook, César Monasterio                  | Buenos Aires GC       | Manuel Maglione                   |
| 1995                                                  | Mark Calcavecchia*          | 279           | Andrew Magee                                 | Jockey Club           | Martin Lonardi                    |
| 1996                                                  | Pedro Martínez              | 272           | Tim Herron                                   | Olivos GC             | Lee Jae In                        |
| 1997                                                  | Jim Furyk                   | 275           | Chris DiMarco, Mathias Grönberg Tim Hegna    | Jockey Club           | Julio Madero                      |
| 1998                                                  | Raúl Fretes                 | 271           | Sergio García, Ángel Cabrera Gustavo Mendoza | Jockey Club           | Sergio García                     |
| 1999                                                  | Scott Dunlap                | 272           | Ian Woosnam, José Cóceres                    | Martindale GC         | Matias O´Curry                    |
| 2000                                                  | Vicente Fernández*          | 277           | Eduardo Romero                               | Jockey Club           | Jaime Nougues                     |
| 2001                                                  | Ángel Cabrera               | 268           | Carl Pettersson                              | Jockey Club           | Matias Anselmo                    |
| 2002                                                  | Ángel Cabrera               | 269           | José Cóceres                                 | Hurlingham GC         | Jose Luis Campra                  |
| 2003                                                  | Rodolfo Gonzalez*           | 281           | Clodomiro Carranza                           | Olivos GC             | Gonzalo Fernández-Castaño         |
| 2004                                                  | José Cóceres*               | 278           | Eduardo Romero                               | Buenos Aires GC       | Alfredo García Heredia            |
| 2005                                                  | Kevin Stadler               | 274           | Ángel Cabrera                                | Jockey Club           | Tomas Argonz                      |
| Abierto Visa de la Republica presented by Bridgestone |                             |               |                                              |                       |                                   |
| 2006                                                  | Rafael Echenique            | 277           | Ángel Cabrera, Ricardo González              | Pilar GC              | Alan Wagner                       |
| Abierto Visa de la Republica presented by Jeep        |                             |               |                                              |                       |                                   |
| 2007                                                  | Marco Ruiz                  | 275           | Daniel Vancsik                               | Buenos Aires GC       | Emiliano Grillo                   |
| Abierto Visa de la Republica presented by Peugeot     |                             |               |                                              |                       |                                   |
| 2008                                                  | Antti Ahokas                | 270           | Martin Monguzzi                              | Hurlingham GC         | J. Fernandez Valdez               |
| 2008                                                  | César Costilla              | 282           | Paulo Pinto, Julio Zapata                    | Nordelta GC           | Emiliano Grillo                   |
| 2009                                                  | César Costilla              | 282           | Paulo Pinto, Julio Zapata                    | Nordelta GC           | Emiliano Grillo                   |
| 2010                                                  | Jhonattan Vegas             | 270           | Andrés Romero                                | Jockey Club           | Thomas Baik                       |
| 2011                                                  | Maximiliano Godoy           | 278           | Guillermo Pumarol                            | Pilar Golf Club       | Jose Fernandez Valdez             |
| 2012                                                  | Ángel Cabrera               | 270           | Miguel Carballo, Oscar Fraustro              | Nordelta Golf Club    | Alejandro Tosti                   |
| 2013                                                  | Marcelo Rozo                | 278           | Jeff Gove                                    | Nordelta Golf Club    | Alejandro Tosti, Santiago Bauni   |